# Леба, Филипп
Фили́пп Леба́ (фр. Philippe Le Bas;  18 июня 1794 года, Париж — 19 мая 1860 года, там же) — французский археолог-эллинист и переводчик с древнегреческого и немецкого языков; заведующий библиотекой Сорбонны, академик, президент Института Франции и наставник будущего президента Республики и императора Наполеона III.
В 1842 году совершил экспедицию, описанную им в «Археологическое путешествие в Грецию и Среднюю Азию» (Voyage archéologique en Grèce et Asie Mineure, Париж, 1847—1868) — одном из важнейших трудов по греческой эпиграфике того времени.